# Стеніо Занетті Толедо
Стеніо Занетті Толедо або просто Стеніо (порт.-браз. Stênio Zanetti Toledo / Stênio; нар. 5 квітня 2003, Іпіюна, Мінас-Жерайс, Бразилія) — бразильський футболіст, півзахисник львівських «Карпат».

## Клубна кар'єра

### Ранні роки
Народився в Іпіюні, муніципалітеті у внутрішній частині штату Мінас-Жерайс. У 2016 році 13-річний Стеніо приєднався до структури «Крузейро».

### «Крузейро»
З моменту появи в клубі вважався одним з найбільших талантів Селесте, підписав свій перший професійний контракт у липні 2019 року у віці 16 років ще граючи в клубі, розрахований до 2024 року.
15 червня 2020 року Ендерсон Морейра вперше включив Стеніо до професіональної команди після того, як гравець порадував його на тренуванні, потрапив до заявки 25 липня на матч проти УРТ. Дебютував на професіональному рівні у вище вказаному матчі, де «Крузейро» переміг з рахунком 3:0, показав хорошу гру. Стеньо провів шість матчів, у трьох з яких вийшов у стартовому складі. Однак у 1-му турі серії B отримав травму лівого плеча, через що його довелося замінити на 25-й хвилині першого тайму.
Незважаючи на обнадійливі оцінки лікарів, 20 серпня після поразки (0:1) від «Шапекоенсе» у 4-му турі Серії B у нього було виявлено розрив плеча, через що Стеніо вибув із поля на п’ять місяців і повернувся лише в січні наступного року, в заключній частині чемпіонату. Цього року зіграв у десяти матчах.

### «Торіно»
31 серпня 2021 року було оголошено про його перехід в оренду до «Торіно» (U-20) з «Крузейро» (U-20) з можливістю викупу гравця італійським клубом по її завершенні за 12 мільйонів реалів за 70% трансферних прав. За перший період перебування в «Крузейро» зіграв у 18 матчах, голами не відзначався.
Він був інтегрований у клубну команду Прімавери (U-19) і в дебютному матчі відзначився голом у переможному (3:0) поєдинку Кубку Прімавери проти «Віртус Ентелла». У складі команди U-19 провів 29 матчів, відзначився 7-ма голами і 7-ма результативними передачами. Ближче до завершення оренди «Торіно» вирішив не активовувати право викупу контракту.

### Повернення до «Крузеро»
Після закінчення терміну оренди 30 червня знову був включений до професійної команди «Крузейро» 4 липня 2022 року. Дебютувавши за клуб, через 19 днів після повернення, відзначився першим голом на професіональному рівні, який виявився єдиним у переможному поєдинку 20-го туру Серії B чемпіонату Бразилії проти «Баїї».
25 серпня було оголошено про продовження контракту з футболістом до грудня 2026 року. До цього часу Стеніо вже провів 21 матч та відзначився 1-м голом за команду. Знову відзначився голом 17 вересня у переможному (2:0) поєдинку проти КРБ, цей гол став другим у чотирьох поєдинках після повернення. У складі «Крузейро» був частиною команди, яка виграла Серію B, це був його перший титул у кар’єрі. Не мав місця практично з жодним із чотирьох тренерів, які очолювали «Крузейро» у 2023 році, тому провів лише 20 матчів.

### AVS
Не маючи постійної ігорвої практики, 19 січня 2024 року було оголошено про його оренду в AVS SAD, залишався в португальському клубі до кінця сезону в червні. Дебютував за нову команду 28 січня 2024 року в переможному (3:2) поєдинку 19-го туру Сегунда-ліги. над «Марітіму». Єдиним голом за AVS відзначився 19 лютого 2024 року на 90+2-Й хвилині переможного (3:2) виїзного поєдинку 22-го туру Сегунда-ліги проти «Вілаварденсе». Стеніо вийшов на поле на 90-й хвилині замість Васку Лопеша. У другій половині сезону 2024/24 років зіграв 16 матчів (1 гол) у Сегунда-лізі та 2 поєдинки у плей-оф.

### «Карпати»
10 липня 2024 року підписав контракт з «Карпатами», за даними ЗМІ сума відступних склала 200 000 євро.

## Кар'єра в збірній

### U-17
Став одним із 20 гравців, викликаних тренером Дуду Патеттучі, щоб представляти команду U-17 на Турнірі розвитку УЄФА у 2019 році. Відзначився двома голами в переможному (4:1) матчі 2-го туру вище вказаного турніру проти Норвегії.

### U-18
У лютому 2021 року викликаний до юнацької збірної Бразилії (U-18) на тренувальний збір з 25 лютого по 5 березня.

### U-20
30 грудня 2022 року став одним із тих, кого викликали представляти молодіжну збірну Бразилії (U-20) на молодіжному чемпіонаті Південної Америки, який проходив у Колумбії з січня по лютий 2023 року. Стеніо відзначився голом в останньому турі гексагонального турніру в переможному (2:1) поєдинку проти Парагваю і був частиною бразильської збірної, яка виграла турнір після 12-річної перерви. На турнірі він зіграв у матчах проти збірних Перу, Аргентини, Еквадору, Уругваю, а також двічі проти Колумбії та Парагваю.

## Стиль гри
Правша, виступає на позиції лівого вінґера, головними чеснотами Стеніо є його швидкість і здатність виходити один на один, завжди шукає найкращий спосіб завершити епізод.

## Статистика виступів

### Клубна
Станом на 21 вересня 2023 року.
| Сезон                 | Команда               | Чемпіонат             | Чемпіонат | Чемпіонат | Нац. кубок | Нац. кубок | Нац. кубок | Конт. кубок | Конт. кубок | Конт. кубок | Інші кубки | Інші кубки | Інші кубки | Загалом | Загалом |
| Сезон                 | Команда               | Змаг.                 | Матчі     | Голи      | Змаг.      | Матчі      | Голи       | Змаг.       | Матчі       | Голи        | Змаг.      | Матчі      | Голи       | Матчі   | Голи    |
| --------------------- | --------------------- | --------------------- | --------- | --------- | ---------- | ---------- | ---------- | ----------- | ----------- | ----------- | ---------- | ---------- | ---------- | ------- | ------- |
| 2020                  | «Крузейро»            | B+ЛМ                  | 5+1       | 0         | КБ         | 0          | 0          | -           | -           | -           | -          | -          | -          | 6       | 0       |
| 2021                  | «Крузейро»            | B+ЛМ                  | 4+4       | 0         | КБ         | 2          | 0          | -           | -           | -           | -          | -          | -          | 10      | 0       |
| 2021-2022             | «Торіно»              | A                     | 0         | 0         | КІ         | -          | -          | -           | -           | -           | -          | -          | -          | 0       | 0       |
| лип.-гр. 2022         | «Крузейро»            | B                     | 5         | 2         | КБ         | 0          | 0          | -           | -           | -           | -          | -          | -          | 5       | 2       |
| 2023                  | «Крузейро»            | A+ЛМ                  | 13+4      | 0         | КБ         | 3          | 0          | -           | -           | -           | -          | -          | -          | 20      | 0       |
| Загалом за «Крузейро» | Загалом за «Крузейро» | Загалом за «Крузейро» | 27+9      | 2         |            | 5          | 0          |             | -           | -           |            | -          | -          | 41      | 2       |
| Усього за кар'єру     | Усього за кар'єру     | Усього за кар'єру     | 27+9      | 2         |            | 5          | 0          |             | -           | -           |            | -          | -          | 41      | 2       |

## Досягнення
«Крузейро»
- Серія B Бразилії
  -  Чемпіон (1): 2022

молодіжна збірна Бразилії
- Молодіжний чемпіонат Південної Америки
  -  Чемпіон (1): 2023